# Vlag van Smilde

Vlag van Smilde
(tot 1998)

De vlag van Smilde werd omstreeks 1973 bij raadsbesluit vastgesteld als de gemeentelijke vlag van de Drentse gemeente Smilde. De vlag kan als volgt worden beschreven:
Acht banen van gelijke hoogte van wit en rood, met een kanton met zijden van vier banen met in de bovenhelft een zwarte vliegende adelaar op wit en in de onderhelft vijf golvende banen van gelijke hoogte van van blauw en wit.
De vlag toont hetzelfde beeld als het gemeentewapen dat door G.A. Bontekoe is ontworpen en in 1948 aan de gemeente was verleend.
In 1998 ging Smilde op in de nieuw gevormde gemeente Midden-Drenthe, toen nog Middenveld genaamd. Hierdoor kwam de gemeentevlag te vervallen.

## Verwant symbool

Wapen van Smilde

Anloo 
· Beilen 
· Borger 
· Dalen 
· Diever 
· Dwingeloo 
· Eelde 
· Gasselte 
· Gieten 
· Havelte 
· Nijeveen 
· Norg 
· Odoorn 
· Oosterhesselen 
· Peize 
· Roden 
· Rolde 
· Ruinen 
· Ruinerwold 
· Schoonebeek 
· Sleen 
· Smilde 
· Vledder 
· Vries 
· Westerbork 
· de Wijk 
· Zuidlaren 
· Zuidwolde 
· Zweeloo